# Wibbling Rivalry
Wibbling Rivalry ist eine inoffizielle Single, die im Jahr 1995 von dem britischen Musikverlag Fierce Panda Records unter dem Bandnamen Oasis veröffentlicht wurde. Der Inhalt der Single ist ein etwa 15 Minuten langes Interview von Noel und Liam Gallagher, das am 7. April 1994 im Forte Crest Hotel in Glasgow von John Harris geführt wurde. Die Single erreichte am 25. November 1995 den 52. Platz in den britischen Charts und hält damit den Rekord für ein Interview.

## Titelliste
| #  | Titel        | Länge |
| -- | ------------ | ----- |
| 1. | Noel’s Track | 7:05  |
| 2. | Liam’s Track | 7:31  |